# Batalla de Déols
La batalla de Déols es una batalla de la Antigua Roma ocurrida en la Galia en el siglo V, posiblemente en 469 (o 470, 471).
Los bretones (no se sabe si de Armórica o de la actual Gran Bretaña) y su rey Riothamus, aliado del Imperio romano de Occidente y amigo de Sidonio Apolinar con 12 000 hombres (según el testimonio de Jordanes) se enfrentaron a los visigodos de Eurico tras la llamada del emperador Antemio para defender Aquitania.
Los bretones fueron derrotados en Déols (en la actualidad un suburbio de Châteauroux) sin ser capaces de conectar con sus federados, los francos de Childerico I y el Conde Paulo, sucesor con Siagrio del general Egidio en el norte de Galia. Sin embargo, Paulo y los francos pudieron mantener Tours y Bourges.